# 헬로우드림
헬로우드림은 대한민국의 재택알바, 쇼핑몰, 광고대행 사이트를 운영하는 기업이다. 2004년에 처음으로 설립된 기업에 속한다. 2004년부터 2013년까지는 퍼스트드림이였다가 2013년에 광고대행의 업무도 추가하면서 현재의 헬로우드림으로 사명을 바꾸고 현재까지 사용하고 있다.

## 업무
헬로우드림은 컴퓨터나 인터넷이 서툰 이용자들한테 적은 시간 투자로 더 많은 수익을 얻을 수 있도록 도와주는 광고대행 재택알바, 재택부업을 하는 것이 주요 업무로서 부업을 구하려는 사람들한테 쉽게 부업을 구할 수 있도록 도와주는 역할을 한다. 헬로우드림에 대한 소유주의 기업은 (주)신화캐슬이다. 헬로우드림에 가입한 정회원이 재택알바나 부업신청이 가능하며 이를 통해 자신이 원하는 부업을 가질 수 있다. 홍보캐슬을 이용한 단순한 홍보활동, 인터넷에서 좋아요, 댓글, 글쓰기를 통해 광고활동을 하는 것도 주요업무에 해당되며 그외에 내가 원하는 물건을 구매하거나 판매하면 일정한 수익을 얻게 도와주는 것도 이들의 업무에 해당된다.

## 같이 보기
- 부업
- 광고